# FA-50
KAI T-50 (кор. 골든이글 англ. Golden Eagle) — двомісний надзвуковий навчально-бойовий реактивний літак.
Розроблений південнокорейською фірмою аерокосмічної промисловості (Корейська аерокосмічна компанія — KAI) спільно з американською компанією Lockheed Martin (програма фінансувалася на 17 % фірмою KAI, на 13 % Lockheed Martin, а 70 % виділив уряд Південної Кореї). Завод остаточного складання знаходиться в Сачхоні.

## Історія створення та виробництва
Проектування розпочалося наприкінці 1990-х років. Назва T-50 Golden Eagle офіційно присвоєно у лютому 2000 року. Перший політ Т-50 здійснив 20 серпня 2002 року. Багато в чому він заснований на літаку Samsung KTX-2 з великим залученням досвіду та технології корпорації Lockheed Martin. Здатний досягати швидкості 1,4 Маха.
Озброєння літака включає ракети «повітря-повітря» AIM-9 Sidewinder, AIM-120 AMRAAM, «повітря-поверхня» AGM-65 Maverick, бомби з супутниковим наведенням JDAM (Joint Direct Attack Munition) та касетні боєприпаси з корекцією на вітер Corrected Munitions Dispenser)
ВПС Південної Кореї нині використовують 50 літаків T-50, 10 T-50B (спеціальної модифікації для пілотажної групи Black Eagles) та 22 навчально-бойових TA-50.
У травні 2011 року уряд Індонезії озвучив рішення закупити 16 літаків T-50 у сумі $400 млн. Літаки надійшли до Військово-повітряних сил Індонезії 2014 року, 2021 року країною було замовлено додаткові 6 TA-50.
Lockheed Martin з літаком на базі TA-50 також брав участь в конкурсі T-X на постачання нового навчально-тренувального літака для ВПС США, який виграв альянс Boeing–Saab з машиною T-7 Red Hawk.

### Версії літака
- FA-50 - легкий винищувач;
- T-50 / TA-50 - навчально-тренувальний літак;
- T-50B - демонстраційно-акробатичний літак.

## Технічні характеристики
Джерело даних: сайти Korea Aerospace Industries та Lockheed Martin
Технічні характеристики
- Екіпаж: 2 особи
- Довжина: 13,14 м
- Розмах крила: 9,45 м
- Висота: 4,94 м
- Маса порожнього: 6350 кг
- Максимальна злітна вага: 13 500 кг
- Маса палива у внутрішніх баках: 2160 кг
- Силова установка: 1× ТРДД General Electric F404
- Тяга: 1 × 8045 кгс

Льотні характеристики
- Максимальна швидкість: 1485 км/год
- Практична дальність: 1850 км
- Практична стеля: 14 630
- Тягоозброєність: 0,96
- Максимальне експлуатаційне навантаження: +8/-3 g

Озброєння
- Керовані ракети: ракети "повітря-повітря" AIM-9 Sidewinder, AIM-120 AMRAAM, ракети "повітря-поверхня" AGM-65 Maverick
- Некеровані ракети: Hydra 70, LOGIR
- Бомби: кориговані та звичайні бомби

## Експлуатанти

Країни оператори T-50.

- Південна Корея — 50 T-50, 10 T-50B та 22 TA-50 та 60 FS-50, станом на 2018 рік.
- Індонезія — 20 T-50i, станом на 2022 р. У травні 2011 року було укладено контракт на постачання 16 T-50i у сумі $400 млн, 2021 року було замовлено ще 6 машин (сума контракту склала $240 млн[2]); два літаки було втрачено під час тренувальних польотів (див. "Катастрофи")[1].
- Філіппіни — 12 FA-50PH станом на 2018 р. У березні 2014 року було укладено контракт на постачання 12 FA-50 у сумі $420 млн.
- Ірак — 18 T-50IQ, станом на 2018. У грудні 2013 року було укладено контракт на постачання 24 T-50IQ на суму $1,1 млрд та угоду на обслуговування літаків та навчання екіпажів протягом 20 років у розмірі $1,0 млрд.
- Таїланд — 4 T-50TH, станом на 2018. Усього ВПС Таїланду замовили 12 T-50TH.
- Польща, перший літак прибув 6 травня 2023 року.

### Польща
22 липня 2022 року міністр національної оборони Польщі зазначив, тривають переговори з Південною Кореєю про придбання 180 танків K2 Black Panther і 48 легких бойових літаків FA-50 Fighting Eagle. Згідно з його заявою, перші одиниці танків K2 від компанії Hyundai Rotem будуть поставлені вже 2022 року. Окрім того, 180 танків — це лише перша партія, і згодом вони будуть вироблятися в Польщі.

### Нереалізовані контракти
Узбекистан — у жовтні 2015 року США заблокували продаж 12 T-50 до Узбекистану. Домовленість про придбання Узбекистаном 12 південнокорейських навчально-бойових літаків вартістю близько $400 млн було досягнуто у квітні 2015 року.

## Катастрофи
Індонезія Під час авіашоу 20 грудня 2015 року на острові Ява в районі міста Джок'якарта зазнав катастрофи літак Т-50 ВПС Індонезії. Літак упав неподалік злітно-посадкової смуги. Обидва льотчики загинули. 
 Індонезія Під час тренувального нічного польоту 19 червня 2022 року на острові Ява зазнав катастрофи літак Т-50 ВПС Індонезії, льотчик загинув. 